# Finn Wolfhard
Finn Michael Wolfhard (Vancouver, 23 dicembre 2002) è un attore, musicista e regista canadese.
È noto per aver interpretato il personaggio di Michael "Mike" Wheeler nella serie televisiva di Netflix Stranger Things (2016-2022); di Richie Tozier nei film It (2017) e It - Capitolo due (2017); di Inigo Montoya nella miniserie Home Movie: The Princess Bride (2020). Ha inoltre prestato la voce al personaggio di Pugsley Addams nel film  La famiglia Addams (2019).
È inoltre stato il cantante del gruppo musicale Calpurnia, attivo dal 2017 al 2019, per poi entrare nel 2020 nei The Aubreys.

## Biografia
Finn Wolfhard è nato il 23 dicembre 2002 a Vancouver, nella British Columbia in Canada, da una famiglia di origini francesi, tedesche ed ebraiche. Suo padre, Eric Wolfhard, è un ricercatore sulle rivendicazioni dei terreni aborigeni. Ha un fratello maggiore di nome Nick.

### Recitazione
Wolfhard ha esordito come attore in televisione nel ruolo di Jordie Pinsky nella serie Supernatural. Dal 2016 interpreta Mike Wheeler nella serie di Netflix Stranger Things. Ha fatto l'audizione per il ruolo tramite video dopo aver visto un open casting call. Wolfhard, insieme con i suoi compagni di cast, ha vinto un SAG Award per il miglior cast in una serie drammatica. Lui e i co-protagonisti Noah Schnapp, Gaten Matarazzo e Caleb McLaughlin hanno gareggiato l'uno contro l'altro in un episodio del 2017 dello show Lip Sync Battle dell'emittente Spike.
Ha fatto il suo esordio cinematografico interpretando Richie Tozier nel film It, tratto dall'omonimo romanzo di Stephen King, uscito nelle sale cinematografiche l'8 settembre 2017. Secondo Wolfhard, egli venne inizialmente scelto per il ruolo di Richie da Cary Fukunaga, all'epoca designato come regista e co-sceneggiatore del film; ma quando Fukunaga lasciò il progetto a causa di divergenze creative, egli perse il ruolo, cosa che gli permise di perseguire Stranger Things. Quando Andy Muschietti divenne il nuovo regista di It, fece di nuovo l'audizione e ottenne di nuovo il ruolo di Richie.
Il 20 ottobre 2017, Wolfhard si è separato dalla sua ex agenzia, l'APA, e ha licenziato l'ex agente Tyler Grasham a seguito delle accuse secondo cui Grasham avrebbe aggredito sessualmente giovani aspiranti attori. Egli non era stato aggredito. Il 9 gennaio 2018, ha firmato con l'agenzia di talenti CAA. Nel 2018 ha interpretato il ruolo di Tyler, un ragazzo delle pizze altruista e premuroso, nel film comico diretto da Ken Marino, Dog Days. Nel 2019, ha ripreso il suo ruolo di Richie giovane nel film It - Capitolo due. Ha anche recitato nel film Il cardellino di John Crowley, tratto dall'omonimo romanzo di Donna Tartt, interpretando il giovane Boris Pavlikovsky, uno studente ucraino e piantagrane. Wolfhard non era stato la prima scelta del regista. Egli avrebbe voluto un vero attore russo per il ruolo di Boris, ma il suo accento russo quasi perfetto esibito all'audizione lo aiutò a ottenere il ruolo. Sempre in quello stesso anno ha prestato la voce a Pugsley Addams, nel film di animazione La famiglia Addams. Il 27 maggio 2019 Wolfhard ha fatto il suo esordio come modello nella campagna Autunno/Inverno '19 di Saint Laurent. Sempre nel 2019 recita anche nella serie animata di Netflix Carmen Sandiego nel ruolo di "Player", il principale complice e amico del personaggio del titolo. La serie è stata presentata in anteprima il 18 gennaio 2019.
Nel gennaio 2020 Wolfhard ha interpretato Miles nel film horror The Turning - La casa del male, adattamento cinematografico del racconto Il giro di vite di Henry James. In quello stesso mese Wolfhard fa il suo esordio al Sundance Film Festival 2020 con il film omnibus ambientato a Miami, Omniboat: A Fast Boat Fantasia, ideato dal collettivo cinematografico Borscht Corp., e interpretato anche da Robert Redford. Nel luglio 2020, Wolfhard sarà uno dei protagonisti nel film Ghostbusters: Legacy (diretto da Jason Reitman), nei panni del giovane acchiappafantasmi Trevor Spengler, insieme con Mckenna Grace (nel ruolo della sua sorella dodicenne Phoebe), Carrie Coon (nel ruolo della sua madre single Callie) e Paul Rudd (nel ruolo di Gary Grooberson). È anche pronto a prestare la sua voce nella prossima serie animata di JJ Villard intitolata Fairy Tales in un ruolo non divulgato. All'età di 17 anni, nel 2020, l'attore ha fatto il suo debutto come regista nel cortometraggio Night Shifts.
Nel 2021 ha recitato in The Legend of Ochi. Nel 2022 prende parte alla commedia drammatica Quando avrai finito di salvare il mondo.

### Musica
Oltre a essere attore, Wolfhard è stato il cantante e chitarrista della rock band Calpurnia composta da lui, Malcolm Craig, Ayla Tesler-Mabe e Jack Andesrson. Nel 2018 esce il loro primo EP, Scout, composto da 6 tracce. L'8 novembre 2019, tramite un messaggio su Instagram, il gruppo ha annunciato lo scioglimento della band. Nel 2020 esordisce con la sua nuova band The Aubreys, pubblicando il singolo Otherwise. Il brano è stato inserito nella colonna sonora del film The Turning - La casa del male, dove l'attore recita il ruolo di Miles Fairchild. .
Nel 2025, Finn debutta come cantante solista:esce il suo primo album intitolato“Happy Birthday” e a partire da giugno del medesimo anno parte per un tour in America e in Canada.

### Beneficenza
Wolfhard è stato coinvolto in numerosi contributi di patrocinio. Ha venduto della merce e ha consegnato tutti i proventi ai bambini delle comunità indigene e ha diffuso la consapevolezza e l'accettazione per l'autismo. Nel maggio 2017 ha ospitato “Strange 80s,” un concerto di beneficenza per raccogliere fondi per Sweet Relief, un'organizzazione che ha offerto assistenza a musicisti in difficoltà che necessitano di cure mediche e assistenza sanitaria e ha eseguito tre brani con la sua ex band Calpurnia per la raccolta fondi. Per il suo lavoro con Sweet Relief, è stato premiato con il 2017 Television Industry Advocacy Awards.

## Filmografia parziale

### Attore

#### Cinema
- Aftermath, regia di Jorge Perez - cortometraggio (2013)
- It, regia di Andy Muschietti (2017)
- Dog Days, regia di Ken Marino (2018)
- It - Capitolo due (It: Chapter Two), regia di Andy Muschietti (2019)
- Il cardellino (The Goldfinch), regia di John Crowley (2019)
- The Turning - La casa del male (The Turning), regia di Floria Sigismondi (2020)
- Omniboat: A Fast Boat Fantasia, registi vari (2020)
- Rules for Werewolves, regia di Jeremy Schaulin-Rioux - cortometraggio (2020)
- How It Ends, regia di Daryl Wein e Zoe Lister-Jones (2021)
- Ghostbusters: Legacy (Ghostbusters: Afterlife), regia di Jason Reitman (2021)
- Quando avrai finito di salvare il mondo (When You Finish Saving the World), regia di Jesse Eisenberg (2022)
- Ghostbusters - Minaccia glaciale (Ghostbusters: Frozen Empire), regia di Gil Kenan (2024)
- Saturday Night, regia di Jason Reitman (2024)
- The Legend of Ochi, regia di Isaiah Saxon (2025)
- Hell of a Summer, regia di Finn Wolfhard e Billy Bryk (2025)

#### Televisione
- The 100 – serie TV, episodio 2x04 (2014)
- Supernatural – serie TV, episodio 11x05 (2015)
- Stranger Things – serie TV, 34 episodi (2016-2022)
- The Cold Open, regia di Joel Gallen - cortometraggio TV (2019)
- Home Movie: The Princess Bride, regia di Jason Reitman - miniserie TV (2020) - Inigo Montoya

#### Videoclip
- Facts Retro Oceans, regia di Ian MacDonald (2012)
- Hey Ocean! Change(2013)
- PUP Guilt Trip, regia di Chandler Levack e Jeremy Schaulin-Rioux (2014)
- PUP Sleep In the Heat, regia di Jeremy Schaulin-Rioux (2016)
- Spendtime Palace Sonora, regia di Joshua Ovalle e Finn Wolfhard (2017)
- Ninja Sex Party Danny Don't You Know?, regia di Aaron Umetani (2018)
- Calpurnia Greyhound, regia di Jeremy Schaulin-Rioux (2018)
- Weezer Take On Me, regia di Carrick Moore Gerety (2019)
- Calpurnia Cell, regia di Pooneh Ghana (2019)
- Mike Tompkins The Addams Family, regia di Mike Tompkins (2019)
- The Aubreys feat. Finn Wolfhard Getting Better (Otherwise), regia di Floria Sigismondi (2020)
- The Aubreys Loved One (2020)
- The Aubreys Smoke Bomb, regia di Jeremy Schaulin-Rioux (2020)

### Doppiatore

#### Cinema
- Howard Lovecraft and the Kingdom of Madness, regia di Sean Patrick O'Reilly (2018)
- La famiglia Addams (The Addams Family), regia di Greg Tiernan e Conrad Vernon (2019) - Pugsley Addams
- Carmen Sandiego: Rubare o non rubare? (Carmen Sandiego: To Steal or Not to Steal), regia di Jos Humphrey, Kevin Dart, Kenny Park e Mike West - cortometraggio (2020)
- Pinocchio di Guillermo del Toro (Guillermo del Toro's Pinocchio), regia di Guillermo del Toro (2022)

#### Televisione
- Young Math Legends – serie animata (2018)
- Carmen Sandiego – serie animata, 32 episodi (2019-2021)
- Smiling Friends, regia di Michael Cusack e Zach Hadel - cortometraggio TV (2020)
- JJ Villard's Fairy Tales – serie animata, 1 episodio (2020)
- Duncanville – serie animata, 1 episodio (2021)
- Scott Pilgrim - La serie (Scott Pilgrim Takes Off) – serie animata, 1 episodio (2023)

### Regista

#### Cinema
- Night Shifts - cortometraggio (2020)
- Hell of a Summer (2020), co-diretto con Billy Bryk

#### Videoclip
- Spendtime Palace Sonora, co-diretto con Joshua Ovalle (2017)
- Lunar Vacation Set the Stage (2024)

## Trasmissioni televisive
- Game Grumps (2017)
- SuperMega (2017)
- Ten Minute Power Hour (2018)

## Discografia

### Solista

#### Album in Studio
- 2025 - Happy Birthday

### Con i Calpurnia

#### EP
- 2018 - Scout[40]

## Riconoscimenti
- E! People's Choice Awards
  - 2019 - Candidatura alla star maschile in una serie TV per Stranger Things
- Kids' Choice Awards
  - 2021 - Candidatura all'attore televisivo preferito per Stranger Things
  - 2023 - Miglior attore in una serie per famiglie per Stranger Things
- MTV Movie & TV Awards
  - 2018 - Miglior performance di gruppo per It
  - 2018 - Candidatura alla miglior performance di gruppo per Stranger Things
  - 2018 - Candidatura al miglior bacio per Stranger Things
- Saturn Award
  - 2017 - Candidatura al miglior attore non protagonista in una serie televisiva per Stranger Things
  - 2022 - Miglior attore emergente per Ghostbusters: Legacy
- Screen Actors Guild Award
  - 2017 - Miglior cast in una serie drammatica per Stranger Things
  - 2018 - Candidatura al miglior cast in una serie drammatica per Stranger Things
  - 2020 - Candidatura al miglior cast in una serie drammatica per Stranger Things
- Teen Choice Awards
  - 2017 - Candidatura alla miglior star emergente in una serie TV per Stranger Things
  - 2018 - Candidatura al miglior attore in una serie TV fantasy/sci-fi per Stranger Things
  - 2018 - Candidatura alla Choice TV Ship per Stranger Things
  - 2018 - Candidatura al miglior bacio per Stranger Things
  - 2019 - Candidatura al miglior attore in una serie TV dell'estate per Stranger Things

## Doppiatori italiani
Nelle versioni in italiano delle opere in cui ha recitato, Finn Wolfhard è stato doppiato da:
- Giulio Bartolomei in Stranger Things (st. 2+), It - Capitolo due[46], Ghostbusters: Legacy, Ghostbusters - Minaccia glaciale, Saturday Night, The Legend of Ochi
- Lorenzo D'Agata in It, Il cardellino, The Turning - La casa del male
- Tommaso Di Giacomo in Stranger Things (st. 1)[46]
- Tito Marteddu in Dog Days

Da doppiatore è sostituito da:
- Luca De Ambrosis in Carmen Sandiego
- Luciano Spinelli ne La famiglia Addams
- Valerio Abbondanza in Monster Family
- Lorenzo Crisci in Duncanville
- Giulio Bartolomei in Pinocchio
- Gabriele Patriarca in Scott Pilgrim - La serie